# Friedrich Karl Johann Vaupel
Friedrich Karl Johann Vaupel (Bad Kreuznach, 23 maggio 1876 – Berlino, 4 maggio 1927) è stato un botanico tedesco.

## Biografia
Studiò medicina e scienze naturali a Berlino, Heidelberg e Monaco, ottenendo il dottorato nel 1903 con l'aiuto di Karl Ritter von Goebel a Monaco di Baviera. Mentre fu uno studente, partecipò a un viaggio scientifico in Messico e nelle Indie Occidentali (1899-1900). Dopo la laurea, dal 1903 al 1907, fu coinvolto in una spedizione estesa in India, Australia e Samoa.
Nel 1908 cominciò a lavorare come assistente presso il museo botanico di Berlino-Dahlem, dove nel 1921 divenne curatore. Nel 1926 fu premiato con il titolo di professore. Il genere Vaupelia fu nominato in suo onore dal botanico August Brand (1863-1930).

## Opere principali
Fu direttore del multi-volume "Blühende Kakteen (Iconographia cactacearum)" pubblicato in 45 parti dal 1900 al 1921. Il progetto fu originato da Karl Moritz Schumann nel 1900 e proseguito da Max Gürke e Vaupel.
Altre opere di Vaupel sono:
- Vier von Ule in Nordbrasilien und Peru gesammelte Kakteen, (1913).
- Zeitschrift für Sukkulentenkunde, (editore).
- Die Kakteen: Monographie der Cactaceae, (1925, 1926).[2]